# Zumba (bailarín)
Óscar Alejandro Benítes Porras (Breña, 24 de julio de 1987), conocido artísticamente como Zumba, es un bailarín, personalidad de televisión y animador infantil peruano. Alcanzó la popularidad en los años 2010 por su participación en el reality show de competencias Combate.

## Biografía

### Primeros años
Zumba nació el 24 de julio de 1987 en Breña, distrito de la provincia de Lima, bajo el nombre de Óscar Alejandro Benítes Porras. Proveniente de una familia de clase media baja, vivió sus primeros años en su ciudad natal, donde ha realizado sus estudios escolares en el Colegio Nacional Mariano Melgar. Tras haber acabado la secundaria, Benítes estudió la carrera de administración de empresas, optando con abandonar la profesión años más tarde, para dedicarse definitivo a su talento en la danza.

### Trayectoria
Comenzó su carrera artística en los años 2000 participando brevemente en el programa concurso R con erre. En una entrevista, afirmó que se desempeñó como bailarín del grupo musical Axé Bahía durante su gira en Perú.[cita requerida]
Al poco tiempo, se incluiría al elenco de bailarines del cantante criollo Guajaja y tuvo algunas apariciones en las teleseries La gran sangre y Sally, la muñequita del pueblo. Gracias a su trayectoria artística, Benites viajó a India para ser parte de la película Enthiran en 2008 y al año siguiente, prestó su colaboración con la otra producción cinematográfica Kilimanjaro, interpretando un rol menor.
Benítes obtendría su paso al estrellato a partir del año 2011, formando parte del elenco principal del reality show Combate bajo el nombre artístico de «Zumba», en honor a la dinámica homónima que se hace en los gimnasios y el término «zumbido». Según en su entrevista para el portal La República, Benítez confesó que su nombre artístico se originó en su etapa adolescente, cuando comenzó a practicar capoeira, en el cual su entrenador le había dicho que le «zumba» la cabeza, debido a su destreza en el arte marcial brasileño. En dicho espacio, se desempeñó en el rol de competidor, manteniéndose por varias temporadas consecutivas hasta la última emisión en 2018. Además, se encargó de las coreografías dentro del programa de la televisora local ATV,destacando los bailes del «Parabrisa limpia parabrisa» y «Combate es bacán». 
Su mayor éxito mediático fue acercarse a Lionel Messi en un partido de las eliminatorias de fútbol mientras era corresponsal de ATV en el Estado Nacional. Debido a que el acercamiento se realizó burlando las medidas de seguridad, la Federación Peruana de Fútbol prohibió el acceso de programas de entretenimiento al estadio.
Debido a la popularidad como chico reality, Benítes fue participante del otro formato televisivo El gran show en 2015 sin conseguir el éxito. Durante su estadía, protagonizó un incidente con el juez del concurso, el maquillador Carlos Cacho, durante una de sus presentaciones.
En ese mismo año, concursa en el programa Los reyes del playback, imitando a cantantes internacionalesy presentó su circo Sonríe Perú por Fiestas Patrias, contando con la presencia de la cantante Micheille Soifer.
En el año 2019, forma su show infantil «Zumba y la Banda de Colores», en el cual interpretaría sus versiones de algunos temas para niños, y estuvo en negociaciones con la cadena Disney Channel Latinoamérica para una nueva producción contando con su presencia.En ese año, concursó en el programa de talentos El artista del año, bajo el formato de El dúo perfecto, compartiendo equipo con el también bailarín Edson Dávila sin éxito.
Al año siguiente, se suma al elenco del reality show Esto es guerra con el mismo rol de Combate por poco tiempo. Pese que en la actualidad participa ocasionalmente en otros programas de la televisión peruana, el 2022 tuvo una participación especial en el espacio televisivo Sorpréndete, dentro del reparto la secuencia Esto es bacán con otras figuras televisivas locales y fue jurado de la secuencia Bailando por la fiesta de promo en el magacín Mande quien mande de América Televisión.
En 2025, la municipalidad de Piura lo invitó a promocionar el Parque de las Aguas mediante una coreografía en sus instalaciones que fue compartida en redes sociales. También lo invitaron para presentar zonas de la ciudad con el fin de fomentar el turismo de la ciudad.

### Participación política
Fue invitado a lanzar su candidatura al Congreso de la República por el Partido Nacionalista Peruano en 2016 con caras a las elecciones generales, en el cual desistió a postular, ya que Benítes no apostaría por la política. Posteriormente, el excongresista Josué Gutiérrez reconoció que el partido había designado indebidamente a figuras del espectáculo como Benítes en la candidatura.

## Créditos

### Televisión
| Año       | Título                         | Rol                                                        | Notas                   |
| --------- | ------------------------------ | ---------------------------------------------------------- | ----------------------- |
| 2001      | R con erre                     | Participante de una secuencia de baile                     | Panamericana Televisión |
| 2006      | La gran sangre                 | Cameo                                                      | Frecuencia Latina       |
| 2008      | Los Jotitas                    | Cameo                                                      | Frecuencia Latina       |
| 2008      | Sally, la muñequita del pueblo | Cameo                                                      | América Televisión      |
| 2011-2015 | Combate                        | Competidor                                                 | ATV                     |
| 2017-2018 | Combate                        | Competidor                                                 | ATV                     |
| 2012-2013 | Hola a todos                   | Invitado especial                                          | ATV                     |
| 2015      | El gran show                   | Participante                                               | América Televisión      |
| 2016      | Los reyes del playback         | Participante                                               | Latina Televisión       |
| 2016      | El origen de la lucha          | Participante de refuerzo                                   | América Televisión      |
| 2018      | El origen del origen           | Competidor                                                 | ATV                     |
| 2018      | Teletón 2018                   | Invitado especial y parte de «Zumba y la Banda de Colores» |                         |
| 2019      | El artista del año             | Participante (primer eliminado)                            | América Televisión      |
| 2020      | Esto es guerra                 | Competidor                                                 | América Televisión      |
| 2024      | Esto es guerra                 | Participante de refuerzo                                   | América Televisión      |
| 2022      | Sorpréndete                    | Parte de la secuencia Esto es bacán                        | Willax Televisión       |
| 2023      | Mande quien mande              | Jurado de la secuencia Bailando por la fiesta de promo     | América Televisión      |
| 2024      | Arriba mi gente                | Invitado especial                                          | Latina Televisión       |

### Cine
| Año  | Título       | Rol   |
| ---- | ------------ | ----- |
| 2008 | Enthiran     | Cameo |
| 2009 | Killimanjaro | Cameo |